# Oedosmylus latipennis
Oedosmylus latipennis är en insektsart som beskrevs av Douglas E. Kimmins 1940. Oedosmylus latipennis ingår i släktet Oedosmylus och familjen vattenrovsländor. Inga underarter finns listade i Catalogue of Life.